# Constantinus oszlopa
Constantinus oszlopa (törökül: Çemberlitaş Sütunu; görögül: Στήλη του Κωνσταντίνου Α΄, latinul: Columna Constantini) egy monumentális emlékoszlop, amely Konstantinápoly Nagy Constantinus római császár által Kr. u. 330. május 11-én történt megalapításának állít emléket. Kr. u. 328 körül készült el, és ez a legrégebbi, Isztambulban fennmaradt konstantinápolyi emlékmű. Az oszlop a konstantinápolyi fórum közepén, a Nova Roma hét dombja közül a második legmagasabbon állt, és a Mese odos, az ókori város fő közlekedési útjának közepén állt.
Az 1515 körül végzett oszmán javítások vas megerősítő karikákat illesztettek a tengelyhez. Az oszlop ennek következtében kapta a török Çemberlitaş nevet (a çemberli 'karika' és a taş 'kő' szavakból), amely a környező területre is utalni kezdett.
Az oszlop azon a ponton áll, ahol a Yeniçeriler Caddesi („A janicsárok utcája”) összeér a Divan Yoluval („A Divanhoz vezető út”), a Sultanahmet teret a Beyazıt térrel összekötő két utcával, amelyek nagyjából a régi Mese odos útvonalát követik. A római utca kelet felé vezetett az Augustaionhoz, a konstantinápolyi hippodromhoz, a Hagia Szophiához, a Zeuxipposz fürdőhöz és a Nagy Palota Chalke kapujához. Nyugat felé a Theodosius-fórumon keresztül a Philadelphionhoz és Konstantinápoly falaihoz vezetett. Magán a konstantinápolyi fórumon a császár létrehozta a bizánci szenátus eredeti székhelyét. Az oszlop közvetlenül a T1-es villamosvonal Çemberlitaş megállója mellett áll.
1985 óta Isztambul történelmi belvárosának részeként az UNESCO világörökséggé nyilvánította.

## Története
Az oszlopot Kr. u. 330. május 11-én szentelték fel, keresztény és pogány szertartások keveredésével. Constantinus idejében az oszlop a Constantinus-fórum (ma Çemberlitaş tér) közepén állt, egy ovális fórumon, amely a városfalakon kívül, az Antoninia nyugati kapuja közelében helyezkedett el. Felállításakor az oszlop 50 méter magas volt, és több hengeres porfír tömbből épült. A monolitikus porfír oszlopok gyakoribbak voltak, és egyes bizánci források Constantinus emlékművét is így említik, de a valóságban ezt az építési technikát az oszlop nagy mérete tette kivitelezhetetlenné. A porfír tömbök pontos száma vitatott, de az általános adatok hét, de akár tizenegy is lehetett. A köztük lévő illesztéseket szoborszerű babérkoszorúkkal takarták el. Az oszlop csúcsán Constantinus bronzszobra állt, amely valószínűleg meztelenül, hétágú sugárkoronát viselve, lándzsát és gömböt tartva ábrázolta az uralkodót. Megjelenése valószínűleg a rodoszi kolosszusra és a római Nero kolosszusára utalt; mindegyik Héliosz vagy Apolló napistenhez hasonlított; a gömb állítólag a Szent kereszt egy töredékét tartalmazta.
Az oszlop lábánál állt egy szentély, amelyben állítólag a Jézussal együtt a Golgotán keresztre feszített két lator keresztjéről származó ereklyék, a kenyerek és halak csodájából származó kosarak, egy alabástrom kenőcsös edény, amely Mária Magdolnához tartozott, és amelyet Jézus fejének és lábának megkenésére használt, valamint az ókori Róma palládiuma (Pallasz Athéné trójai faszobra) volt. Melchior Lorck 16. századi rajza egy mára elveszett dombormű szobrot örökít meg az oszlopalap északi részén: a szimmetrikus kompozíció középpontjában egy babérkoszorúban álló császár mellszobra áll, amelyet két Victoria alak fogott közre, és alázatos, hódolatot felajánló barbárok vesznek körül.
Az oszlopot már 416-ban bronz megerősítésekkel kellett kiegészíteni, és az 5. és 6. században tűzkárokat szenvedett.
1106-ban egy erős szélvihar ledöntötte a szobrot és az oszlop három felső hengerét. Néhány évvel később I. Manuél Komnénosz bizánci császár (uralkodott 1143-1180) az eredeti szobor helyére egy keresztet helyezett, és egy emlékfeliratot helyezett el rajta: „A hűséges Manuél megelevenítette ezt a szent műalkotást, amelyet az idő megrongált”. Konstantinápoly 1204-es elfoglalásakor a latin keresztes lovagok ellopták a bronzkoszorúkat, amelyek a dobok közötti illesztéseket fedték. Konstantinápoly 1453-as eleste után az oszmán törökök eltávolították a keresztet.
A további földrengések és egy 1779-es tűzvész elpusztította az oszlopot körülvevő környéket, fekete perzselésnyomokat hagyva rajta, és kiérdemelve az „Égett oszlop” nevet. Az oszlopot I. Abdul-Hamid oszmán szultán állíttatta helyre, aki a jelenlegi falazott talapzatot hozzáépíttette. 1779-ben a talapzatot megerősítették. Az oszlop eredeti talapzata a város feltöltése miatt ma már 2,5 méterrel  a föld alatt van.
A helyreállítási munkálatok 1955 óta időszakosan folynak. 1972-ben a porfír repedéseit betömték és a fémtartókat felújították. A 2010-ig tartó években további restaurálási munkálatokra került sor.
1985 óta Isztambul történelmi területeinek műemlékei, köztük az oszlop is, az UNESCO világörökségi listáján szerepelnek.

## Galéria

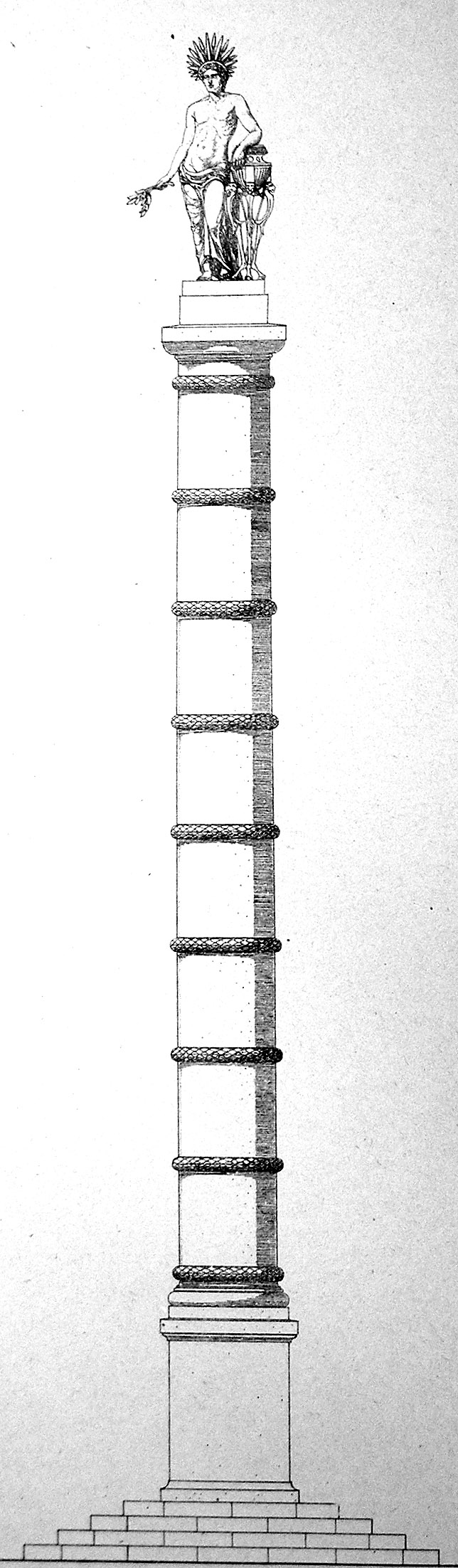
Az oszlop eredeti állapotának elméleti rekonstrukciója
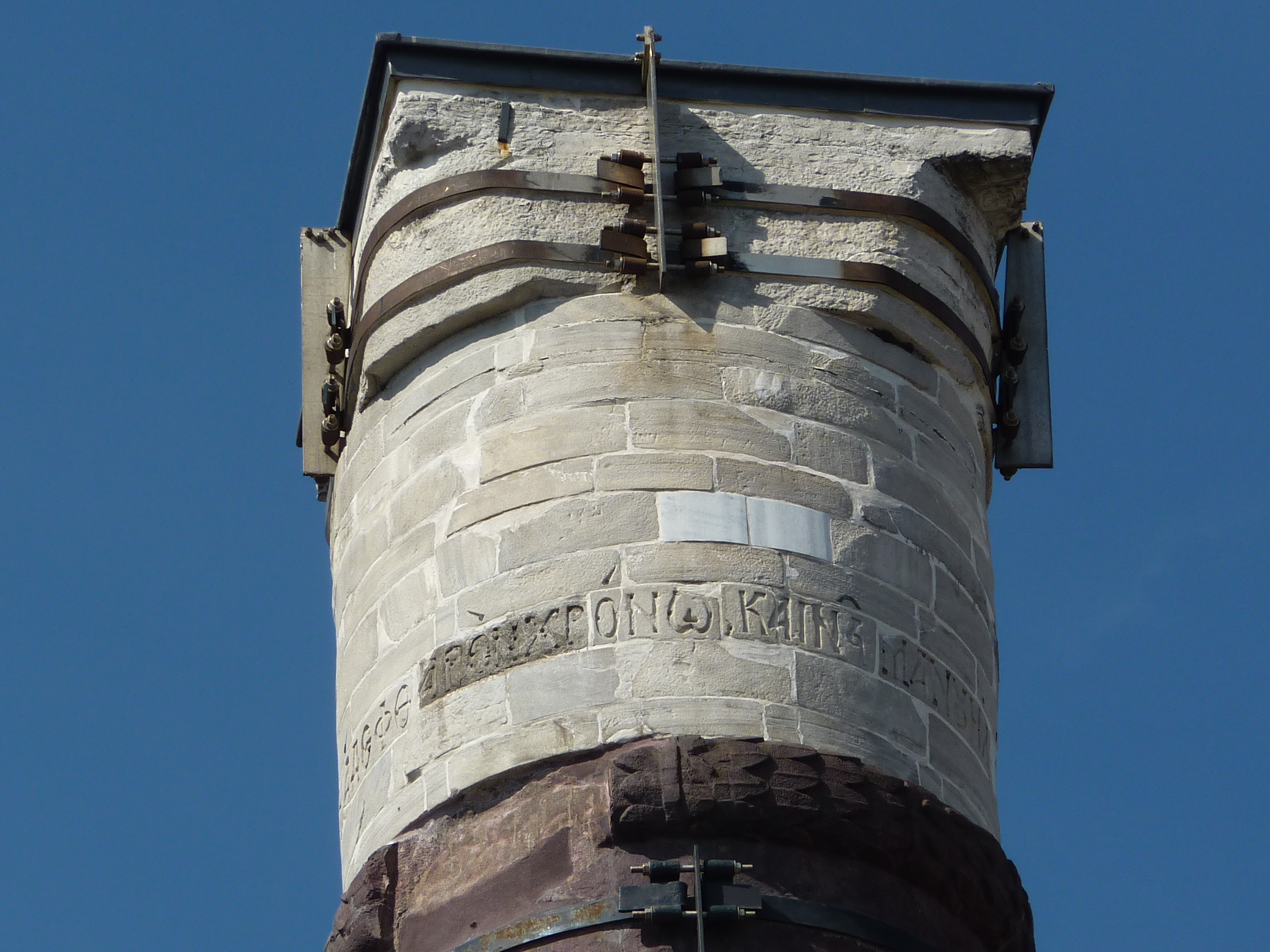
Az oszlopfő 12. századi felirata I. Manuél restaurálásáról
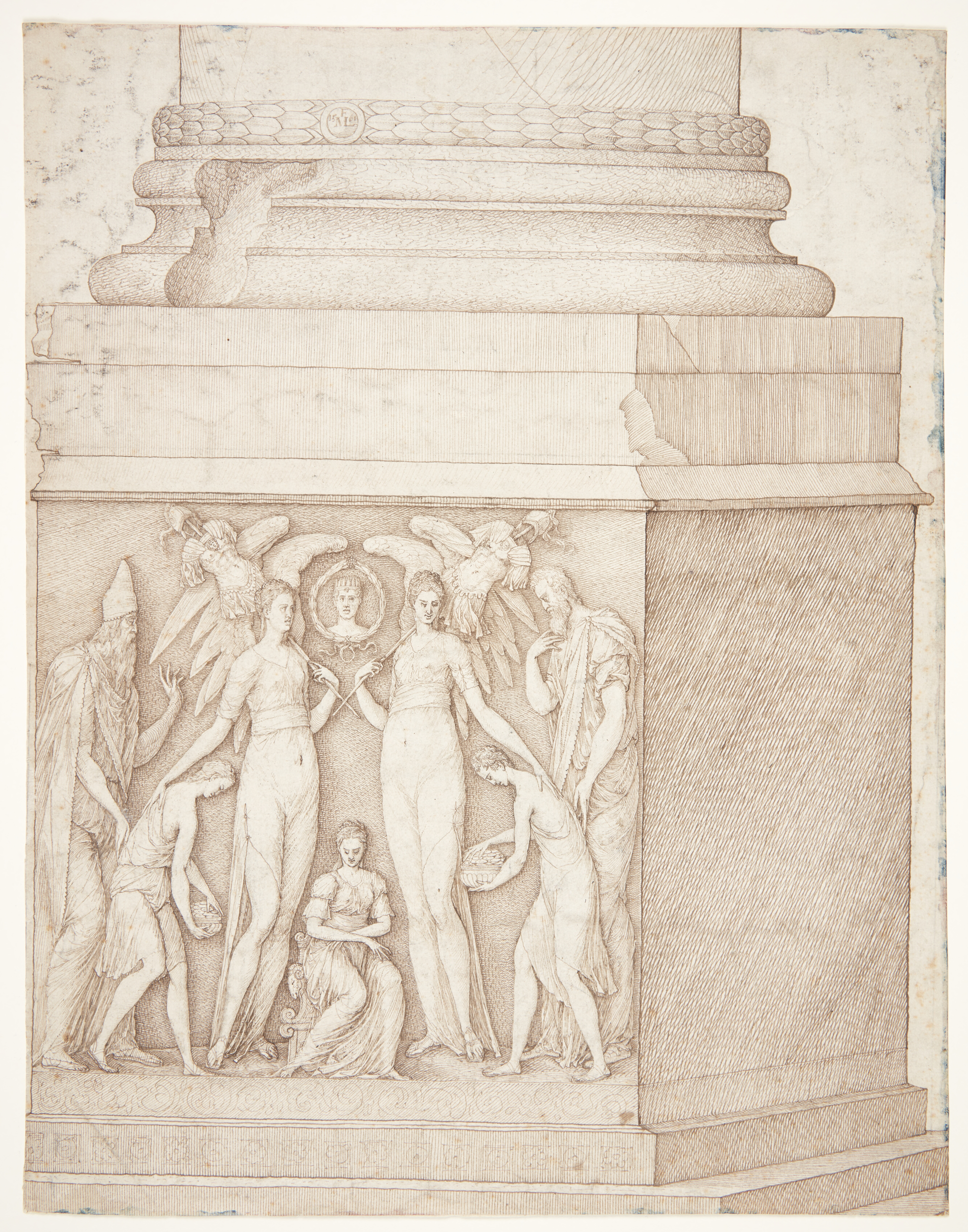
Melchior Lorck képe a mára már elpusztult domborműről
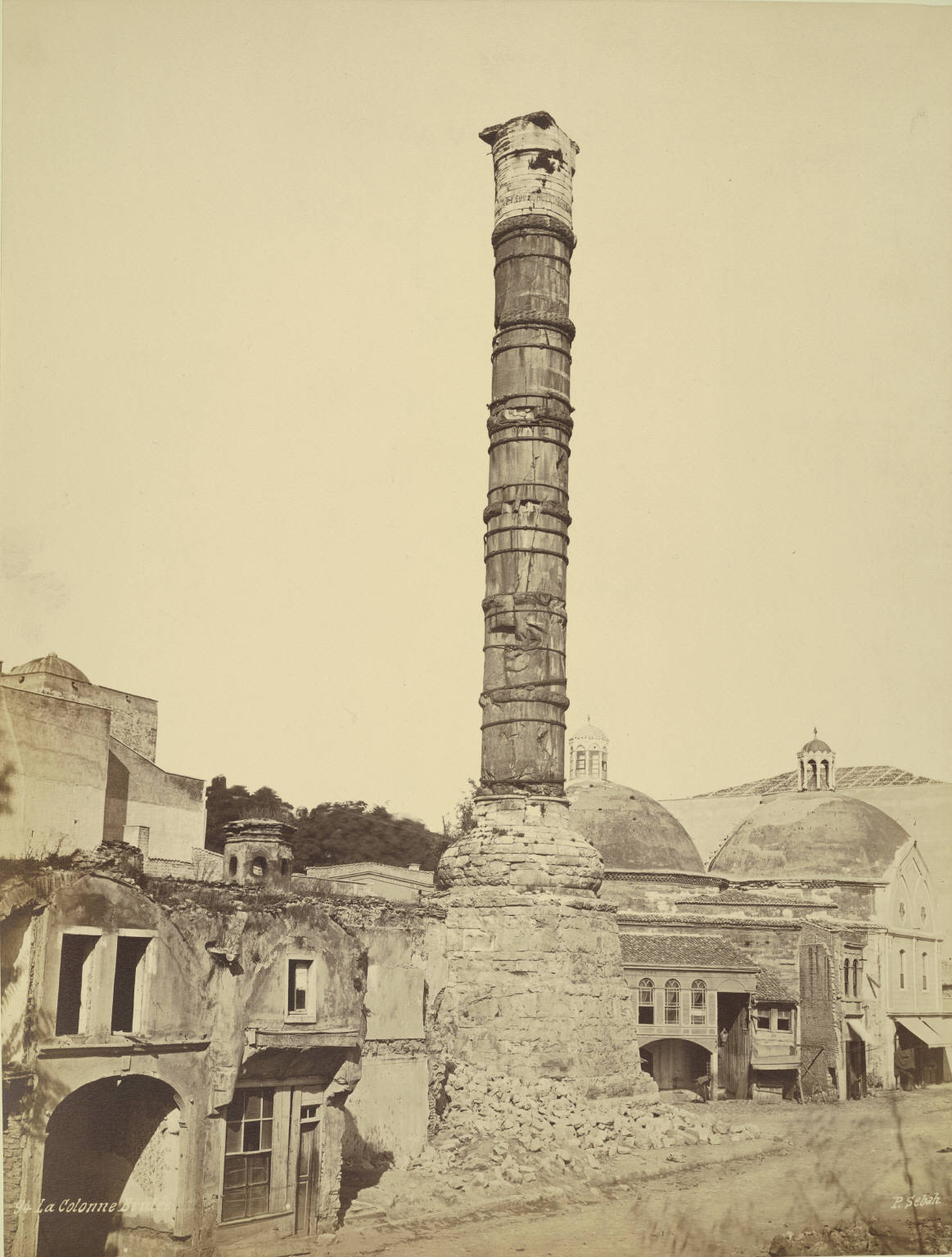
Még szorosan körbeépítve 1870-ben
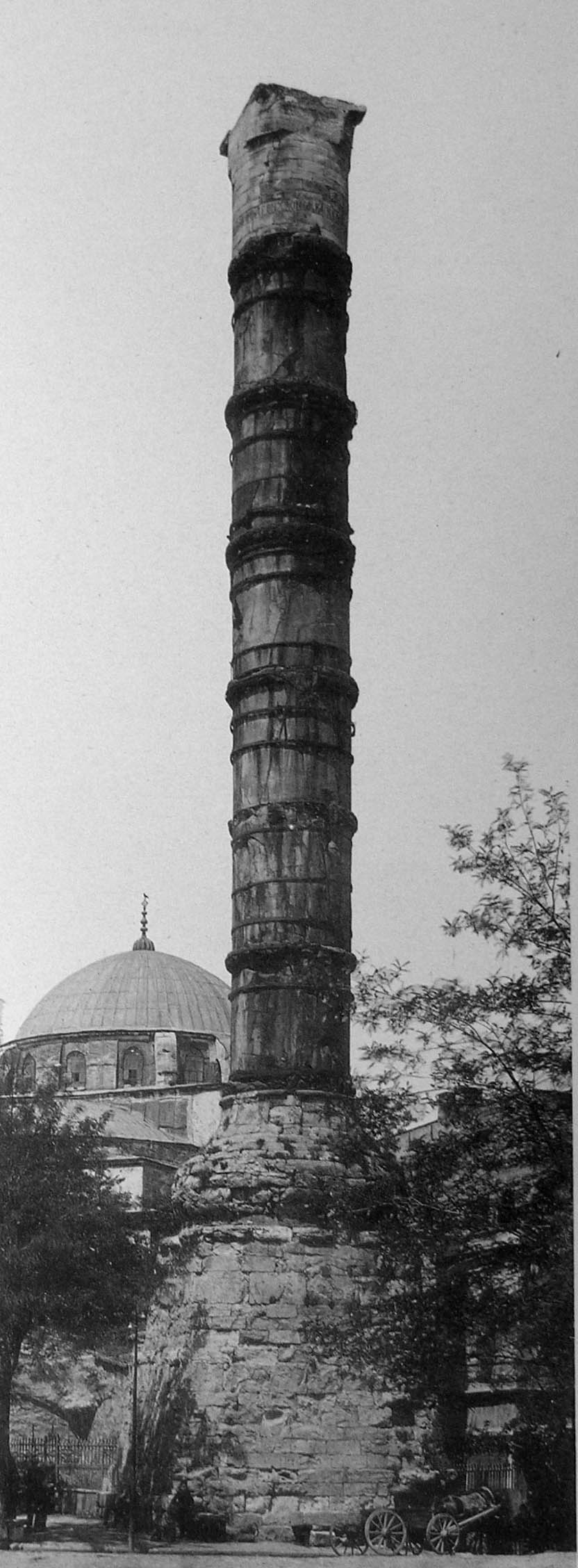
1912-ben
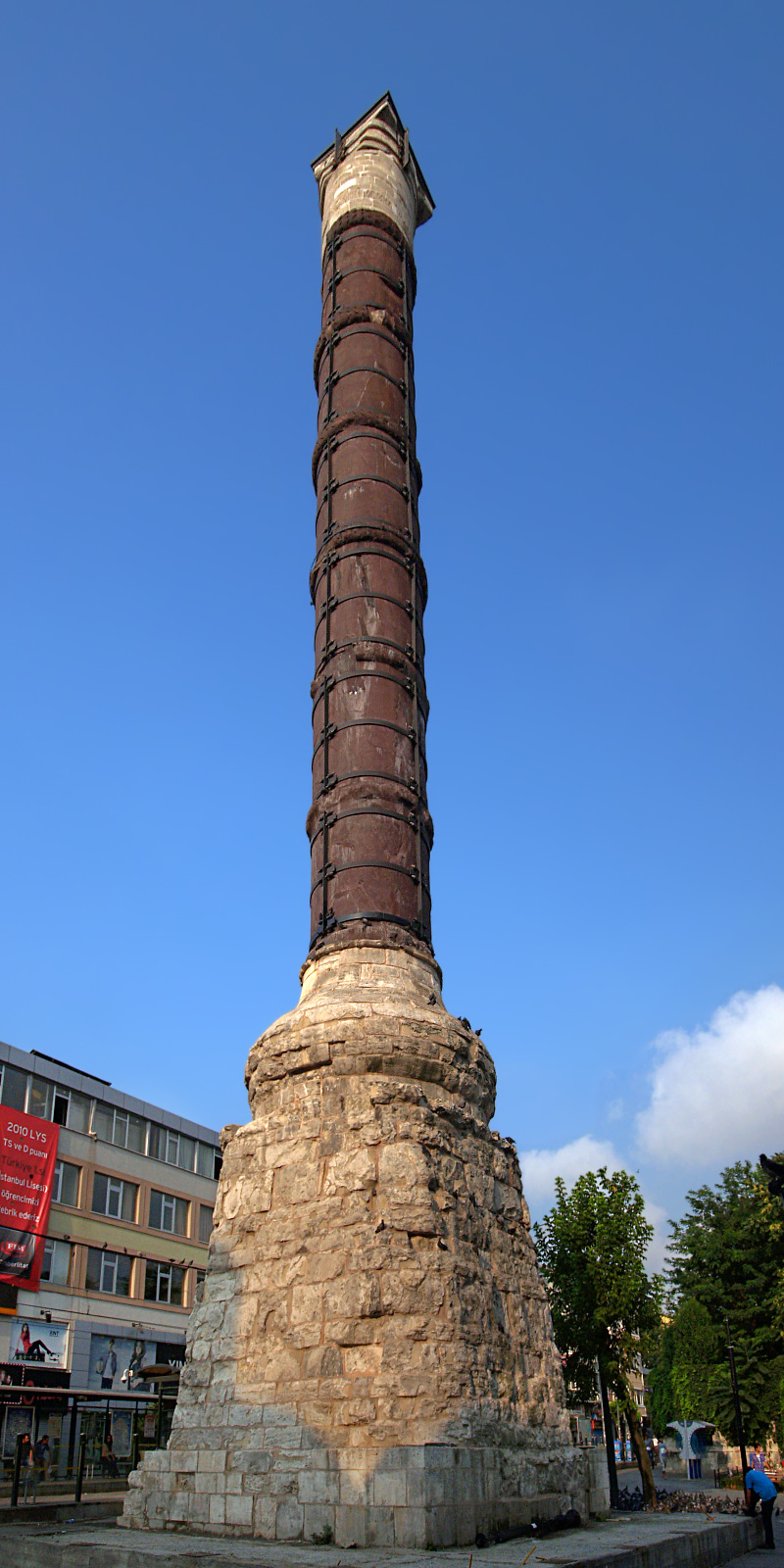
A 2010-es restaurálást követően

## Fordítás
- Ez a szócikk részben vagy egészben  a   Column of Constantine című angol Wikipédia-szócikk ezen változatának fordításán alapul.  Az eredeti cikk szerkesztőit annak laptörténete sorolja fel. Ez a jelzés csupán a megfogalmazás eredetét és a szerzői jogokat jelzi, nem szolgál a cikkben szereplő információk forrásmegjelöléseként.